# American Comics Group
American Comics Group (ACG) var ett amerikanskt serieförlag som grundades 1941 av Bill Sangor, och upplöstes 1967. Till en början producerade de serier för andra förlag som The Black Terror, Pyroman och Fighting Yank för Nedor Comics. Vid 1946 började produktionen av egna titlar som snart gavs ut under namnet American Comics Group.